# كنوت بورغ
كنوت بورغ (بالبوكمول: Knut Borge) هو صحفي الموسيقى وصحفي نرويجي، ولد في 2 سبتمبر 1949 في باروم في النرويج، وتوفي في 9 أبريل 2017 في أوسلو في النرويج بسبب قصور القلب.

## وصلات خارجية
- كنوت بورغ على موقع IMDb (الإنجليزية)
- كنوت بورغ على موقع ميوزك برينز (الإنجليزية)
- كنوت بورغ على موقع ديسكوغز (الإنجليزية)